# Liste der mesopotamischen Tempel
Die Liste der mesopotamischen Tempel beinhaltet die Heiligtümer (akkadisch/sumerisch) É, E2, E (Tempel) in Mesopotamien und Sumer.

## Tempelnamen

### A
| Name              | Bauwerk                   | Standort | Anmerkungen                       |
| ----------------- | ------------------------- | -------- | --------------------------------- |
| E-Ablua           | Tempel von Sin            | Urum     |                                   |
| E-Ab-Schagala     | Tempel von Ninmarki       | Guaba    |                                   |
| E-Adda            | Tempel von Enlil          |          |                                   |
| E-Akkil           | Tempel von Ninschubur     | Akkil    |                                   |
| E-Ama-Geschtianna | Tempel                    |          | Mutter des Weins                  |
| E-Amal            | Tempel                    | Babylon  |                                   |
| E-Ama-Lamma       | Tempel                    |          |                                   |
| E-Am-Kurkurra     | Tempel von Bēl            | Aššur    |                                   |
| E-Ama-Schazag     | Tempel                    | Dur-ilu  |                                   |
| E-Ana             | Tempel von Inanna         | Uruk     | Haus des Himmels                  |
| E-An-Dadia        | Zikkurat                  | Akkad    |                                   |
| E-An-ki           | Tempel                    |          | Haus des Himmels und der Erde     |
| E-Anun            | Tempel von Lugal-Girra    |          |                                   |
| E-Anzakar         | Tempel                    |          |                                   |
| E-Apsu            | Tempel von Enki           | Eridu    | Haus Ozeans, siehe auch E-engurra |
| E-Ara-li          | Tempel                    |          | Haus der Unterwelt                |
| E-Ara-zugisch-tug | Tempel                    |          | Haus des Erhörens der Gebete      |
| E-As-mah          | Tempel                    |          | Haus des höchsten Gottes          |
| E-As-ratum        | Tempel der Götter Ašratum |          |                                   |

### B
- Ebabbar, Tempel von Šamaš in Sippar
- Ebabbar (Erleuchtetes Haus), Tempel von Utu in Larsa
- Ebaraigiedi, Tempel der Wunder, Zikkurat von Dumuzi in Akkad
- Ebagara
- Ebau, Tempel der Götter Bau in Lagasch
- Ebelitmati, Tempel der Weltmutter
- Ebursigsig, Tempel des Schara in Umma
- Ebursin, Tempel des Königs Bur-Sin in Ur

### D
- Edam, erbaut von Ur-Nansche in Lagasch
- Edaranna, Tempel der Dunkelheit des Himmels / Tempel der Nacht
- Edikudkalamma, Tempel des Weltrichters
- Edilmuna, Tempel von Dilmun in Ur
- Edimanna, Tempel des Nebukadnezar II. für Sin
- Edimgalabzu in Lagasch
- Edimgalkalama, Tempel des Ischtaran in Der
- Eduazaga, Tempel des erleuchteten Schreins von Marduk
- Edukug (Haus des heiligen Mundes) in Eridu und Nippur
- Edub, Tempel des Zababa in Kisch
- Eduga
- Edumiziabzu, Tempel des Dumuzi; zerstört in der Zeit von Urukagina
- Edungi, Tempel des Königs Dungi
- Edurgina, Tempel des Nebukadnezar II.
- Eea, Schrein von Ea in Khorsabad, gebaut von Sargon II.

### E
- Eeschdam-kug in Girsu
- Ehulhul, Tempel des Mondgottes Sin in Harran

### EN
- En-gaduda, Tempel von Šuzianna in Ngagimah
- En-gangischschua
- En-galgasud, Tempel von Bau in Iri-kug
- En-geschtug-Nisaba (Hause der Weisheit) von Nisaba in Ur
- En-gipar in Uruk
- En-gischkeschdakalama, Tempel von Nergal in Kutha
- E-ninnu, (Herrinnenhaus der 50), Tempel der Ningirsu in Lagasch

### G
| Name              | Bauwerk                | Standort      | Anmerkungen                                                      |
| ----------------- | ---------------------- | ------------- | ---------------------------------------------------------------- |
| G                 |                        |               |                                                                  |
| E-Gida            | Tempel von Ninazu      | Eğirdir       | Langes Haus                                                      |
| E-Gipar-imim      | Tempelturm von Eanna   | Uruk          | Erbaut von Ur-Nammu                                              |
| E-Gipar-ku        | Tempel von Ningal      | Harran        |                                                                  |
| E-Gipar-ku        | Tempel von Ningal      | Ur            |                                                                  |
| E-Girim           | Tempelturm             | Dur-Kurigalzu |                                                                  |
| E-Girlach         | Tempel                 |               |                                                                  |
| E-Gisch-char-anki | Tempel von Belet-Nina  | Babylon       | Haus, in der die Gestaltung von Himmel und Erde gezeigt wird.    |
| E-Gud-duschar     | Tempel von Ningublaga  | Kiabrig       |                                                                  |
| H                 |                        |               |                                                                  |
| E-Hamun           | Tempel                 |               |                                                                  |
| E-Hul-hul         | Tempel von Sin         | Harran        | Erbaut von Salmanassar III.                                      |
| E-Hur-sanga       | Tempel von Ninḫursanga | Ur            | Haus der Berge, erbaut von Schulgi                               |
| Ehursag-kurkurra  | Tempel von Aššur       | Aššur         |                                                                  |
| E-Husch           | Tempel                 |               |                                                                  |
| I                 |                        |               |                                                                  |
| E-Ibeanu          | Tempel von Urasch      | Dilbat        |                                                                  |
| E-Igi-Kalama      | Tempel von Ninurta     | Marad         | Haus des blickenden Auge vom Land, erbaut von Lugul-Marad        |
| E-Igi-Schu-gal-am | Tempel                 |               |                                                                  |
| E-Igi-Zibar-ra    | Tempel von Ningirsu    |               | Erbaut von Entemena                                              |
| E-Igi-Zu-uru      | Tempel von Ninschubur  | Akkil         |                                                                  |
| E-Imgur-Enlil     | Tempel von Mamu        | Balawat       | Haus von "Enlil hat zugestimmt", erbaut von Aššur-nâṣir-apli II. |
| E-Iri-kug         | Tempel                 |               |                                                                  |
| E-Iti-dab-uru     | Tempel                 |               |                                                                  |
| K                 |                        |               |                                                                  |
| E-Kiš-nugal       | Tempel von Nanna       | Ur            |                                                                  |
| E-Kiš-nugal       | Tempel von Nanna       | Bit-Suenna    | In der Nähe von Nippur                                           |
| E-Kiš-nugal       | Tempel von Nanna       | Babylon       |                                                                  |
| E-Kug-Nuna        | Tempel von Inanna      | Uruk          |                                                                  |
| E-Kur             | Tempel von Enlil       | Nippur        | Berghaus                                                         |
| E-Kun-Ina-Zag     | Tempel von Ningirsu    | Girsu         | Haus der leuchtenden Götter                                      |

### M
- Eamer, Zikkurat von Eninnu
- Emah, Tempel von Schara in Umma
- Emah, Tempel von Ninḫursanga in Adab.
- Emeurana, Tempel von Ninurta in Nippur
- Emeurur
- Emelemhusch Tempel von Nusku in Nippur
- Emeschlam, Tempel von Nergal
- Emumah
- Emudkura in Ur
- Emusch oder Emuschkalama, Tempel von Lulal in Bad-tibira

### N
- Enamtila
- Eniguru
- Enineanna, Tempel in Babylon
- Eningara
- Enun, Tempel des Abzu in Eridu
- Enunana (Haus des Himmelsprinz), Tempel von Utu in Sippar
- Enutura

### P
- Epuhruma

### S
- Esagila, Tempel von Marduk in Babylon, gemäß Enûma elîsch Heim aller Götter unter der Führung von Marduk
- Esara
- Esikil, Tempel von Ninazu in Eschnunna
- Esila
- Esirara
- Eschaghula in Kazallu
- Eschara in Adab
- Eschegmeschedu in Isin
- Eschenschena, Tempel von Ninlil
- Escherzidguru, Tempel von Inanna in Zabala
- Eschumescha
- Esuga
- Etarsirsir
- Etemenanki Tempel des Fundaments von Himmel und Erde, Zikkurat von Marduk in Babylon

### T
- Etemenniguru, Hauptzikkurat von Ur
- Etillamah
- Etummal, Tempel von Ninlil in Nippur
- Eturkalama

### U
- Euduna, gebaut von Amar-Suena
- Eulmasch, Tempel der Inanna in Akkad
- Eunir (Haus des Zikkurats), Tempel von Enki in Eridu
- Euruga

### Z
- Ezagin (Das Lapislazuli-Haus), Tempel der Nisaba in Uruk
- Ezikalamma, Tempel von Inanna in Zabala, gebaut von Hammurapi